# (6590) Barolo
(6590) Barolo es un asteroide perteneciente al cinturón de asteroides, descubierto el 15 de octubre de 1985 por Edward Bowell desde la Estación Anderson Mesa (condado de Coconino, cerca de Flagstaff, Arizona, Estados Unidos).

## Designación y nombre
Designado provisionalmente como 1985 TA2. Fue nombrado por Barolo, una localidad italiana de la región de Piamonte que es conocida por algunos de los mejores vinos del mundo.

## Características orbitales
Barolo está situado a una distancia media del Sol de 3,025 ua, pudiendo alejarse hasta 3,326 ua y acercarse hasta 2,724 ua. Su excentricidad es 0,099 y la inclinación orbital 8,971 grados. Emplea 1921,90 días en completar una órbita alrededor del Sol.
Pertenece a la familia de asteroides de (221) Eos.

## Características físicas
La magnitud absoluta de Barolo es 12,61.